# Carl-Axel Stoltz
Carl-Axel Stoltz, född  20 oktober 1904 i Sankt Pauli församling, Malmö, död 10 maj 1975 i Slottsstadens församling, Malmö, var en svensk arkitekt. Han var son till August Stoltz och bror till Wilhelm Stoltz. 
Stoltz tog arkitektexamen i Stockholm 1928 och startade, efter en kort anställning vid Byggnadsstyrelsen, egen verksamhet i hemstaden. Han erhöll flera förstapriser i arkitekttävlingar som anordnades i Malmö under 1930-talet och blev snabbt en av stadens ledande arkitekter. Han efterträdde 1942 sin far August Stoltz som stadsarkitekt, en tjänst han innehade till sin pensionering 1969. Stoltz var som arkitekt tydligt påverkad av funktionalismen och ritade flera renodlade funkisbyggnader, exempelvis Kolgahuset vid hamninloppet i Malmö, men han kunde samtidigt utföra byggnader i en betydligt mer konservativ stil, till exempel Industriverkens hus vid Drottninggatan och Östra Sjukhuset. Carl-Axel Stoltz är begravd på Östra kyrkogården i Malmö.
Stoltz var ordförande i Södra Sveriges Byggnadstekniska Samfund.

## Några byggnadsverk
- Industriverkens kontorsbyggnad (Malmö Energi), Drottninggatan 12, Malmö 1930–31 (ombyggt till bostäder 2007)
- Malmö Museum 1932
- Malmö Östra Sjukhus 1932
- Bankbyggnad (dåvarande Skandinaviska banken), Östergatan 2, Trelleborg 1932
- Medicinsk klinik, Allmänna sjukhuset, Malmö 1933
- Kolgahuset, Skeppsbron, Malmö 1934
- Bostadshus Lönngården, Malmö 1934–37
- Axel Ebbes konsthall, Trelleborg 1935
- Tangopalatset, före detta Filadelfiakyrkan, Malmö 1935
- Hermods, Slottsgatan 24, Malmö 1936/42
- Idoffcentrum Triangeln, Malmö 1938 (med Fritz Jaenecke)
- Kontorsbyggnad för tidningen  Arbetet, Bergsgatan 20, Malmö 1939
- Amiralen Folkets Park, Malmö 1939
- Biograftearern Amiralen, Malmö 1940
- Kvinnokliniken, Lungkliniken, Röntgenbyggnaden m.fl., Allmänna sjukhuset, Malmö 1940–42
- Bostadshus, Regementsgatan 29, Malmö 1942
- Kv. Lingonet på Rosenvång, i folkmun kallad Stö'käppen, Malmö 1942
- Botildenborgs vattentorn, Malmö 1947
- Hyreshus, Östra Storgatan 79, Jönköping 1949-50

## Bilder

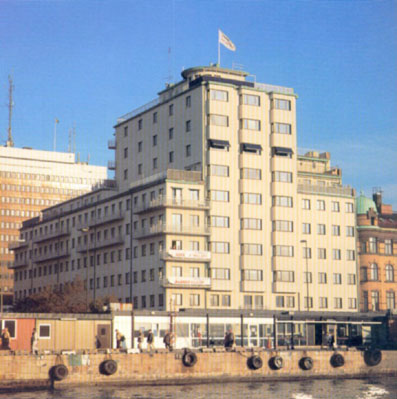
Kolgahuset, Malmö.
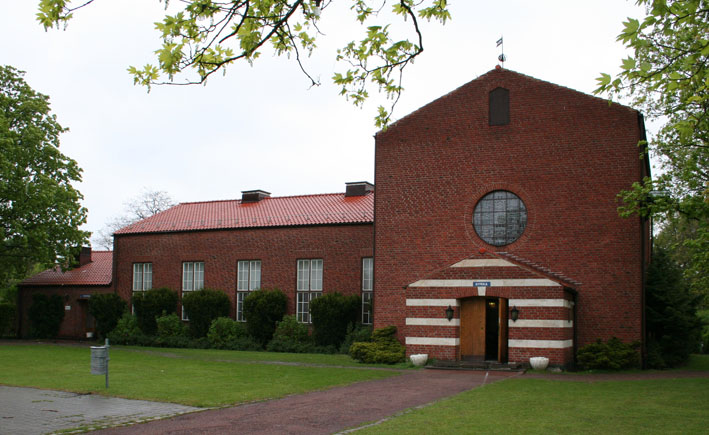
Före detta sjukhuskyrkan vid Östra Sjukhuset (Sege Park) i Malmö, idag avkristnad.
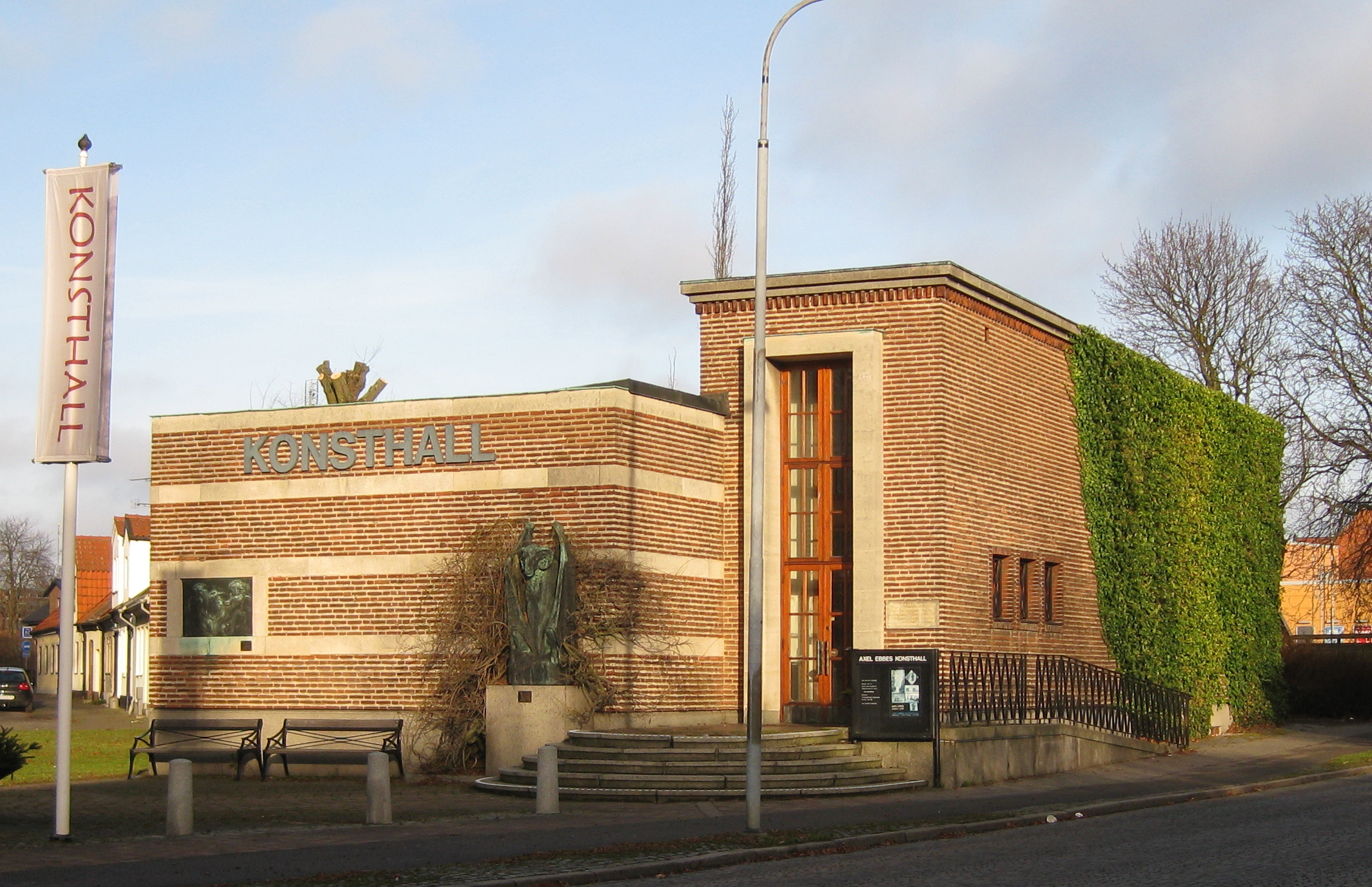
Axel Ebbes konsthall, Trelleborg.
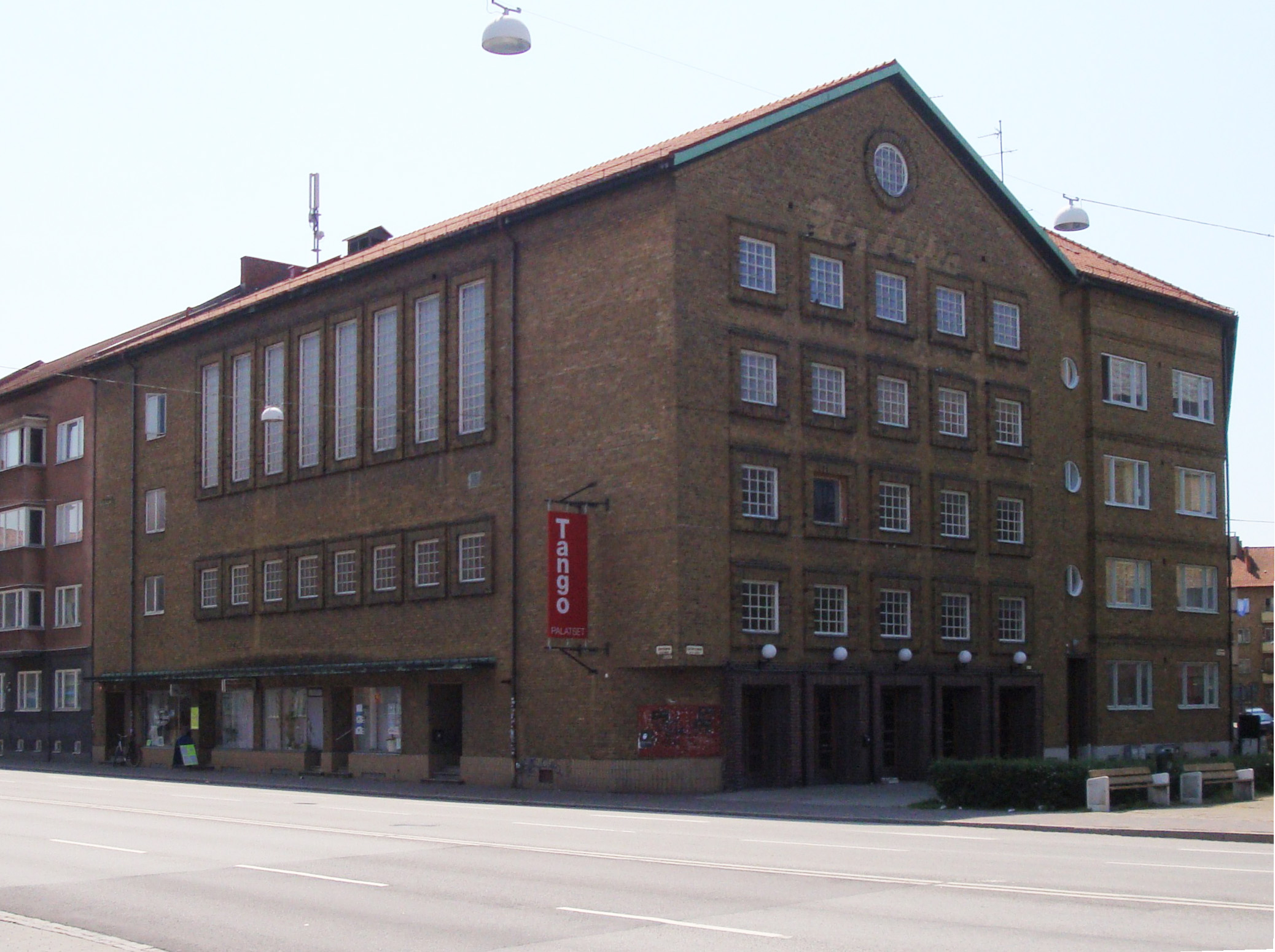
Före detta Filadelfiakyrkan vid Karlskronaplan i Malmö, idag nöjeslokalen Tangopalatset.
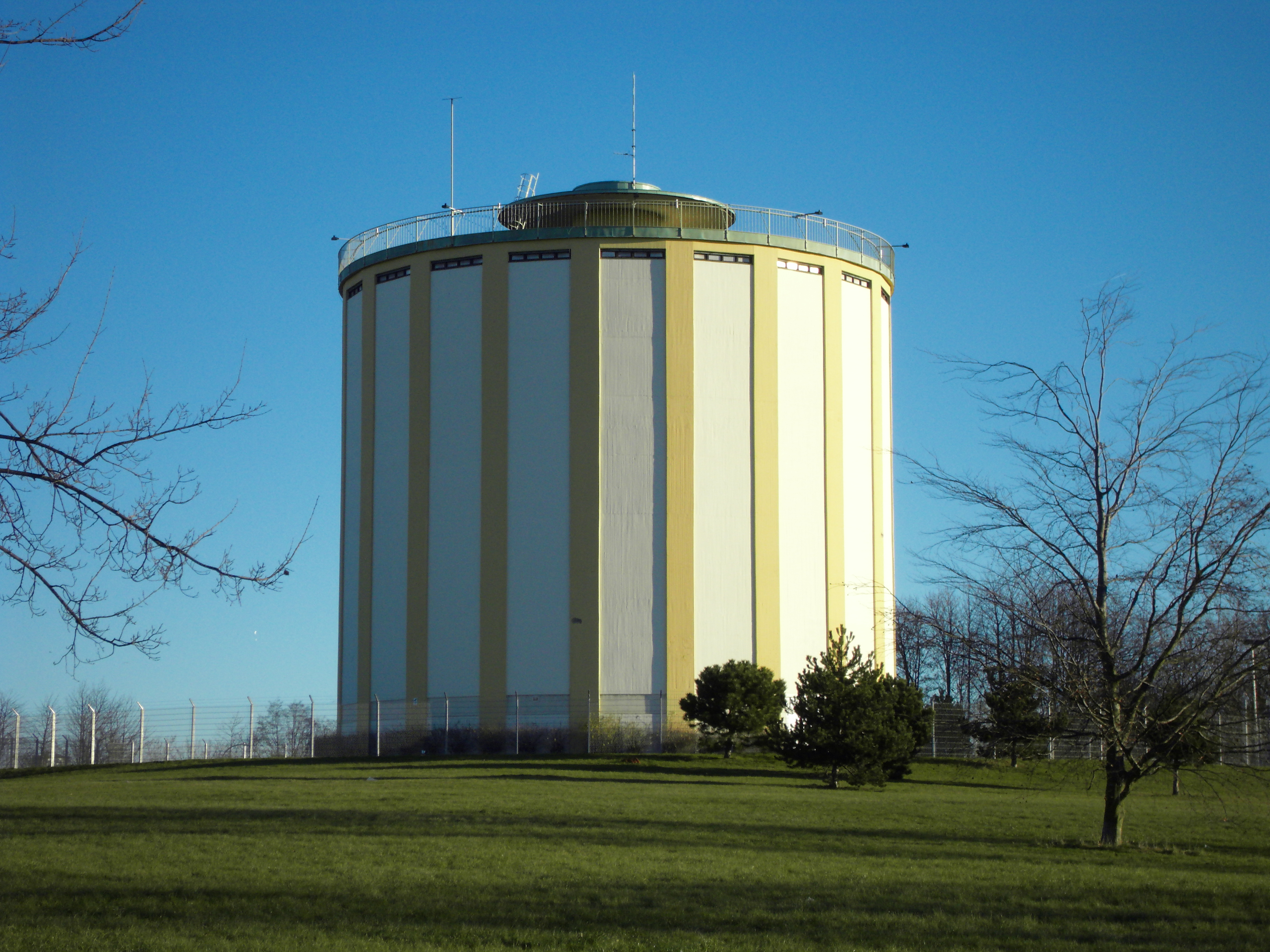
Botildenborgs vattentorn, Malmö.